# 2017年香港籃球聯賽
2017年度香港籃球聯賽（2017 Hong Kong A1 Division Championship）是香港最高級別的男子籃球聯賽，成立於1954年，由香港籃球總會主辦，康樂及文化事務署協辦的一項香港籃球比賽，

## 成立背景
香港籃球聯賽成立於1954年。為增加賽事吸引力香港籃球總會於2005年仿效NBA賽制，將聯賽分為常規賽和季後賽並於季中舉行明星賽。

## 歷史
- 2017年6月16日，南華及東方率先進入季後附加賽，其餘兩席位由南青、永倫、標準福建及飛鷹去爭奪。
- 2017年6月21日，旭輝及遊協肯定進入2017年甲一聯賽護級戰，最後四隊四弱去爭奪三個2018甲一聯賽席位，成績最差一隊將要來季打2018年香港甲二籃球聯賽。
- 2017年6月29日，南華以86–67擊敗東方龍一獅重奪失落一季的甲一聯賽常規賽冠軍，而雖然標準福建以69–75不敵遊協但最後以較佳得失分成為常規賽第四名殺入季後賽，季賽後首輪將會由南華對第四名的標準福建，而至於第二名的東方龍獅在季後賽首輪對永倫。
- 2017年7月12日，護级大戰遊協87比69旭輝，旭辉來季降班要打甲二聯赛。
- 2017年7月17日，飛鷹大勝遊協114比89,飛鹰完成護级组比赛.飛鹰第五.
- 2017年7月19日，南華對永倫,南華勝84比81,冠軍戰,先赢一局。
- 2017年7月19日，東方對福建，東方76比68，季軍戰，先赢一局。
- 2017年7月20日，南青勝旭輝77比66,南青完成護級组比賽,南青第六,遊協第七,旭輝第八.
- 2017年7月25日，南華對永倫，南華勝84比70，冠軍戰，二比零領先。
- 2017年7月25日，東方對福建，東方勝74比51，季軍戰，二比零領先。隊長李琪發揮水準，獨取30分。
- 2017年7月28日，南華對永倫，南華勝95比72，冠軍戰，三比零領先。皇牌球員基拔獨取30分，

拿到季後賽總冠軍，惠龍兒赢取賽事MVP。
- 2017年7月28日(星期五)，東方對福建，東方70比55，季軍戰，三比零領先。奪得總季軍。

今季爭標組總結。
- 總冠軍南華
- 總亞軍永倫
- 總季軍東方
- 總殿軍福建
- 南華籃球隊成為今年四冠王，分別是工商盃冠軍、銀牌冠軍、常規聯賽冠軍、季後賽冠軍。(只限本港賽事)

南華今季由工商盃決賽至季後賽決赛連續十五場不敗封王，兼成功衛冕季後賽總冠軍。
上次輸波已經是2016年12月18超級工商盃籃球賽决賽對外隊美國南加州福建同鄉會，以82以88輸了。只得超級工商盃籃球賽總亞軍。

## 比賽場地
- 旺角麥花臣遊樂場（聯赛）香港遊樂場協會管理
- 堅尼地城士美菲路體育館（季後護級赛）康樂及文化事務署管理
- 灣仔修頓遊樂場(聯赛)香港遊樂場協會管理
- 灣仔伊利沙伯體育館(銀牌、季後賽決賽)康樂及文化事務署管理

## 賽事門票價錢
- 30元、50元、80元
- 常規聯賽，30元(傷殘人士，學生及長者)，50元(成人)
- 季後賽(爭標組)，50元(傷殘人士，學生及長者)，80元(成人)

## 入場時間
- 晚上六時三十分。

## 參賽球隊
- 2017年甲一聯賽一共有8支球隊參賽。[1]

| 球隊     | 英文名稱                           |
| -------- | ---------------------------------- |
| 南華     | SCAA Basketball Team               |
| 永倫     | Winling Basketball Club            |
| 東方龍獅 | Eastern Long Lions Basketball Team |
| 標準福建 | Biu Chun Fukien Basketball Team    |
| 飛鷹     | Eagle Basketball Team              |
| 遊協     | HKPA Basketball Team               |
| 旭輝     | Yuk Fai Basketball Team            |
| 南青     | Nam Ching Basketball Team          |

## 外援制度
居港外援
- 需要在港居住滿一年，才可以向香港籃球總會申請註冊。每隊只可以註冊一名居港外援。

| 球隊! | 居港外援 |
| ----- | -------- |
| 南華  | 余理洋   |
| 永倫  | 泰那     |
| 東方  | 班尼斯   |
| 福建  | 懷斯     |
| 飛鷹  | 威利斯   |
| 南青  | 拜林     |
| 遊協  | 布力斯捷 |
| 旭輝  |          |

### 本地洋將
- 擁有香港身份證的外籍球員

| 球隊 | 外援1  | 外援2  | 外援3  | 外援4 | 外援5 |
| ---- | ------ | ------ | ------ | ----- | ----- |
| 南華 | 基拔   | 楊和   |        |       |       |
| 永倫 | 賀斯福 | 基士頓 | 周迎堅 |       |       |
| 東方 |        |        |        |       |       |
| 福建 |        |        |        |       |       |
| 飛鷹 | 伊榮   |        |        |       |       |
| 南青 | 彭懿葭 |        |        |       |       |
| 遊協 | 謝文俊 |        |        |       |       |
| 旭輝 |        |        |        |       |       |

## 本地洋將球員擅長位置
南華
- 基拔羅拔3,4號位
- 楊和1號位

永倫
- 賀士福5號位
- 基士頓3,4號位
- 周迎堅2,4號位

飛鷹
- 艾榮1,2號位

南青
- 彭懿葭3,4,5號位

遊協
- 謝文俊1,2號位

## 甲一八隊籃球隊常規正選陣容
南華
- 基拔
- 余理洋
- 惠龍兒
- 羅意庭
- 楊和

永倫
- 周迎堅
- 基士顿
- 賀士福
- 張偉康
- 徐遠成

東方
- 鄧志恒
- 方誠義
- 班尼斯
- 李琪
- 陳兆榮

福建
- 王祐天
- 陳尚威
- 劉凱濤
- 周家駒
- 懷斯

飛鷹
- 呂楚威
- 蔡龍德
- 韋利士
- 伊榮
- 蘇伊俊

南青
- 胡兆智
- 洪永俊
- 留棟樑
- 黃律堯
- 梁民熊

遊協
- 吳家麒
- 韓旭健
- 布力斯捷
- 謝文俊
- 吳直謙

旭輝
- 葉永恒
- 林志輝
- 嚴偉德(前鋒)
- 韓天次
- 林家滿

## 本地球員名單
南華
- 吳俊欣
- 梁兆華
- 李劍煌
- 鄭浩恒
- 蔡再懃
- 林凱光
- 連浩駿
- 羅意庭
- 黃德文
- 陳張敏

永倫
- 張偉康
- 林萬進
- 徐遠成
- 霍嘉銘
- 周迎堅
- 黃鎮煒
- 幸啟文
- 劉子健
- 程健文
- 司徒偉傑

東方
- 李琪
- 楊睿騏
- 魏詠暉
- 張馳岳
- 鐘俊昇
- 葉俊傑
- 劉子禮
- 鄭錦興
- 方誠義
- 陳兆榮
- 潘志豪
- 鄧志恒
- 胡卓斌

飛鷹
- 沈聰
- 呂楚威
- 羅文光
- 高榮生
- 蘇伊俊
- 蔡龍德
- 凌君龍
- 黃灝賢
- 陳耀祖
- 陳家進
- 曾憲鏜

南青
- 蘇志樂
- 胡兆智
- 黃子謙
- 江錦文
- 留棟梁
- 徐遠鉦
- 何倚富
- 吳嘉軒
- 洪方俊
- 梁民熊
- 呂志明
- 黃律堯

福建
- 林羽
- 劉凱濤
- 王祐天
- 余劍明
- 蘇尚瀛
- 陳尚威
- 周家駒
- 吳永豪
- 余永興
- 張力允
- 謝再生
- 盧冠喬
- 歐陽維江

遊協
- 謝文俊
- 鄭寶揚
- 吳家麒
- 吳直謙
- 廖慧森
- 潘正煕
- 錢嘉豪
- 盧致誠
- 李卓然
- 韓旭健
- 張永生
- 陸子軒
- 馮嘉豪

旭輝
- 林家滿
- 梁志軒
- 韓天次
- 何俊杰
- 劉家傑
- 黃裕杰
- 嚴偉德
- 葉永恒
- 林志輝
- 黃灝汶
- 郭家鏘
- 張彬賢

## 外部連結
- 香港籃球總會網頁（页面存档备份，存于）